# Torchwood
Torchwood é uma série de ficção científica britânica criada por Russel T. Davies como um spin-off da série Doctor Who. A série foi originalmente transmitida entre 2006 e 2011, com recorrentes mudanças em sua emissora original a cada temporada, que refletia o aumento na audiência com o passar dos anos. A série tem como público-alvo adultos e jovens adultos, contrastando com Doctor Who, da qual Torchwood é derivada, já que a primeira sempre buscou atrair também o público infantil. Além dos temas de ficção científica, a série explora temas mais sérios, como o existencialismo, a sexualidade e a corruptibilidade humana, além de abordar explicitamente a não-heterossexualidade de personagens principais.
Torchwood segue um grupo de caçadores de alienígenas que criam o Instituto Torchwood em Cardiff, cujo propósito principal é lidar com ameaças extraterrestres. O personagem principal da série é o Capitão Jack Harkness (John Barrowman), um vigarista do futuro distante. O personagem foi introduzido pela primeira vez na 1ª temporada de Doctor Who. O elenco inicial da série conta com Eve Myles, Burn Gorman, Naoko Mori e Gareth David-Lloyd. Seus personagens são especialistas que compõem a equipe de Torchwood, normalmente rastreando alienígenas e defendendo o planeta de ameaças internas e externas. Nas duas primeiras temporadas, a série utiliza uma fenda temporal em Cardiff para explicar a abundância de extraterrestres na cidade. No final da 2ª temporada, os personagens de Gorman e Mori saíram da série. Desde então, o personagem recorrente interpretado por Kai Owen assume papel de destaque a partir da 3ª temporada, quando o personagem de David-Lloyd também sai. Na 4ª temporada, com a co-produção norte-americana, os atores americanos Mekhi Phifer, Alexa Havins e Bill Pullman se juntam ao elenco.
A 1ª temporada da série estreou na BBC Three e na BBC HD em 2006. Retornou em 2008, quando foi ao ar primeiramente na BBC Two, com um investimento maior; a irregularidade no tom da série, motivo de críticas na 1ª temporada, foi atenuada, e a série atraiu maior audiência e críticas mais positivas. Os episódios da 3ª temporada tiveram um orçamento ainda maior, e foi movida para o canal principal da rede, BBC One, com uma história de cinco episódios intitulada Torchwood: Children of Earth, e obteve boa audiência. A 4ª temporada, co-produzida com a Starz, emissora americana, a BBC Worldwide e a BBC do País de Gales, foi ao ar em 2011 com o título Torchwood: Miracle Day. Ambientada tanto nos Estados Unidos quanto no País de Gales teve se saiu pior do que a temporada anterior nas críticas, porém foi celebrada pela sua ambição. Em outubro de 2012, Russell T. Davies anunciou que, por razões pessoais, a série entraria num intervalo indefinido.

## Produção

### Desenvolvimento inicial
Antes do revival de Doctor Who em 2005, Russel T. Davies começou a desenvolver uma ideia para uma série de ficção científica e crime no formato dos dramas norte-americanos, em particular aqueles criados por Joss Whedon, como Buffy the Vampire Slayer e Angel. Essa ideia, originalmente chamada Excalibur, foi abandonada até 2005, quando o funcionário da BBC Three Stuart Murphy convidou Russell para desenvolver uma série de ficção científica mais adulta para o canal. Durante a produção da 1ª temporada de Doctor Who, em 2005, a palavra "Torchwood", um anagrama para "Doctor Who", foi utilizada como um título provisório para a série enquanto filmavam seus primeiros episódios para garantir que eles não fossem atrapalhados. Russell conectou a palavra "Torchwood" com a ideia de Excalibur e decidiu tornar a série um spin-off de Doctor Who. Posteriormente, o termo "Torchwood" foi colocado nos episódios de Doctor Who e em outras mídias que foram transmitidas entre 2005 e 2006.
Antes do revival de Doctor Who em 2005, Russel T. Davies começou a desenvolver uma ideia para uma série de ficção científica e crime no formato dos dramas norte-americanos, em particular aqueles criados por Joss Whedon, como Buffy the Vampire Slayer e Angel. Essa ideia, originalmente chamada Excalibur, foi abandonada até 2005, quando o funcionário da BBC Three Stuart Murphy convidou Russell para desenvolver uma série de ficção científica mais adulta para o canal. Durante a produção da 1ª temporada de Doctor Who, em 2005, a palavra "Torchwood", um anagrama para "Doctor Who", foi utilizada como um título provisório para a série enquanto filmavam seus primeiros episódios para garantir que eles não fossem atrapalhados. Russell conectou a palavra "Torchwood" com a ideia de Excalibur e decidiu tornar a série um spin-off de Doctor Who. Posteriormente, o termo "Torchwood" foi colocado nos episódios de Doctor Who e em outras mídias que foram transmitidas entre 2005 e 2006.

Por ser transmitida após às 21 horas, a série teve liberdade para ter um conteúdo mais adulto do que Doctor Who. Russell contou à revista SFX:
Nós podemos ser um pouco mais viscerais, mais violentos e mais sexuais, se quisermos. Porém, tenham em mente que é muito adolescente se entregar a sangue e gore, e Torchwood será mais inteligente do que isso. Mas é a diferença essencial entre a BBC One às 19 horas e a BBC Three, digamos, às 21 horas. Isso diz tudo – instintivamente, cada espectador pode ver essa enorme diferença.
De acordo com John Barrowman: "eu não faõ nenhuma cena de nudez na primeira temporada; eles estão guardando isso para a próxima! Eu não tenho problema em mostrar meu kit, desde que me paguem o dinheiro justo." Russel também brincou com o entrevistador da BBC Radio Wales, dizendo que ele "não era permitido" a se referir ao programa como "Doctor Who para adultos". A primeira temporada inclui conteúdo raramente visto ou ouvido na franquia de Doctor Who, incluindo cenas de sexo e o uso de palavrões em diversos episódios.
Apesar de Torchwood ser originalmente uma série de ficção científica adulta, o personagem do capitão Jack Harknessm, que já havia sido anteriormente introduzido em Doctor Who, se tornou popular com a audiência mais jovem. Russell decidiu então editar a segunda temporada para ser seguro para crianças, removendo o excesso de sexualidade e palavrões. Essas edições permitiram que a série fosse transmitida às 19 horas.
As primeiras três temporadas da série foram produzidas internamente pela BBC Wales. A Chefe de Drama na época da primeira temporada, Julie Gardner, serviu como produtora-executiva junto com Russell. Os dois primeiros episódios da primeira temporada de Torchwood estrearam em 22 de outubro de 2006 na BBC Three e na BBC HD. A segunda temporada estreou na BBC Two e na BBC HD em 16 de janeiro de 2008. A terceira temporada, uma minissérie em cinco partes intitulada Torchwood: Children of Earth, estreou na BBC One e na BBC HD entre 6 e 10 de julho de 2009.

### Desenvolvimento posterior
A BBC Three descreveu Torchwood como a peça central da sua agenda de outono de 2006, e o sucesso da primeira temporada levou a uma segunda na BBC Two e uma terceira na BBC One em 2009. No entanto, Russell demonstrou preocupação sobre a terceira temporada ser lançada num horário de baixa audiência. O ator principal John Barrowman sentiu que a série teria sido destratada pelos executivos da BBC, mesmo que ele sentisse que o programa havia provado sua popularidade e sucesso. A terceira temporada começou suas gravações em 18 de agosto de 2008 e formou uma minissérie de cinco episódios que foram ao ar em cinco dias consecutivos às 21 horas na BBC One a partir de 6 de julho de 2009, e às 21 horas na BBC America HD e BBC America a partir de 20 de julho de 2009. Russell T. Davies e Julie Gardner se mantiveram como produtores-executivos e Peter Bennett produziu a temporada.
Em agosto de 2009, Russell afirmou que a quarta temporada estava pronta, e que ele tinha a próxima planejada, dizendo: "Eu sei exatamente o que fazer. Tenho uma forma em mente e tenho história. Eu sei onde estará Gwen e Rhys, e o bebê deles, Jack, e sei como a série avançaria". Nesse momento, ele afirmou que preferiria que a quarta temporada fosse outra minisséria, apesar dele não desconsiderar fazer outra temporada de treze episódios. Um artigo em novembro de 2009 postado no website de Eve Myles afirmou que a gravação da quarta temporada iria começar em janeiro de 2011.
Posteriormente, Russell procurou financiamento para a futura temporada da série nas redes norte-americanas. Ele foi negado por uma das maiores redes de televisão dos Estados Unidos, a Fox; alguns especularam que o projeto com a Fox poderia ter sido um spin-off ou um reboot. Depois, Russell conseguiu fazer um acordo com a rede de televisão à cabo Starz. A produção da quarta temporada não foi oficialmente anunciada até junho de 2010, como uma minissérie de dez episódios co-produzida entre a BBC Wales, Starz e BBC Worldwide, estreando no verão de 2011.
Assim como na terceira, a quarta temporada teve seu próprio título: "Torchwood: Miracle Day". Pouco depois da transmissão de "Miracle Day" em março de 2012, o chefe-executivo da Starz, Chris Albrecht, anunciou que ele estava mantendo contato com a BBC acerca de uma próxima temporada de Torchwood, mas isso dependeria de Russell T. Davies estar livre de seus outros compromissos. Até hoje, nenhum plano para uma quinta temporada foi anunciado; porém, no começo de 2015, o ator John Barrowman confirmou que Torchwood estaria voltando na forma de várias peças de áudio da BBC que poderiam levar a um futuro retorno televisivo.

#### Série de áudio-dramas
Em maio de 2015, a Big Finish Productions anunciou seus planos para produzir peças de áudio sobre Torchwood, após receber a licença de uso dos personagens e conceitos de Doctor Who pós-2005 e seus spin-offs associados. O projeto contou com a contribuição de Russell T. Davies, que vinha trabalhando junto com Julie Gardner e com o antigo produtor da Big Finish, Gary Russell, para trazer Torchwood para a Big Finish desde 2013.
A série estreou em 15 de setembro de 2015. As duas primeiras temporadas foram lançadas mensalmente até agosto de 2016, com a terceira temporada sendo lançada entre março e agosto de 2017. Desde então, a quarta temporada lançou entre março e agosto de 2018, uma quinta entre março de 2019 e fevereiro de 2020, uma sexta entre abril de 2020 e março de 2021, uma sétima entre abril de 2021 e abril de 2022, uma oitava entre maio de 2022 e abril de 2023. Uma nona temporada começou a ser lançada em agosto de 2023 e está prevista para ser concluída em junho de 2024. Cada temporada é centrada em um ou mais membros da Torchwood e seus associados.
Além disso, epidósios com elencos especiais também já foram lançados. O primeiro, "The Torchwood Archive", foi lançado em outubro de 2016 para comemorar o décimo aniversário de estreia da série televisiva. Ele foi seguido pelas temporadas "Outbreak" (2016) e "Believe" (2018), enquanto Torchwood One, que começou a ser lançada em 2017, acabou se tornando uma outra série. A série "The Story Continues", que foi lançada em três partes entre 2017 e 2020, serviu como uma continuação direta da série de televisão.

### Escrita
Na primeira temporada, o principal roteirista, junto com Russel T. Davies, era Chris Chibnall, criador da série médica Born and Bred e posteriomente showrunner de Doctor Who. Outros roteiristas foram P.J. Hammond, Toby Whithouse, Helen Raynor, Catherine Tregenna e Noel Clarke, ator que interpretou Mickey Smith em Doctor Who. Das duas primeiras temporadas, Russell escreveu apenas o episódio de estreia da série. Helen Raynor e Brian Minchin foram os editores de roteiro.
A primeira temporada de Torchwood foi filmada entre maio e novembro de 2006. Para a segunda temporada, o roteirista principal Chris Chibnall escreveu o primeiro e os últimos três episódios. Catherine Tregenna e Helen Raynor escreveram dois episódios cada para a segunda temporada. Os outros episódios foram escritos por James Moran, Matt Jones, J. C. Wilsher, Joseph Lidster, P.J. Hammond e Phil Ford. Russel T. Davies foi inicialmente anunciado como roteirista de dois episódios, mas devido ao comprometimento com Doctor Who, ele não escreveu mais nenhum episódio de Torchwood. Para a terceira temporada, Russell voltou e roteirizou o primeiro e o último episódio eco-roteirizou o terceiro episódio com James Moran. John Fay escreveu os episódios dois e quatro.
Para a quarta temporada, "Miracle Day", Russell garantiu diversos roteiristas de séries americanas populares, incluindo Jane Espenson, de Buffy the Vampire Slayer; John Shiban, de The X-Files, Star Trek: Enterprise e Supernatural; e Doris Egan, de House, M.D.. Além disso, tanto Russell quanto John Fay voltaram a roteirizar episódios. Russell T. Davies, produtor-executivo da série, escolheu focar mais nos temas da condição humana do que na ficção científica. Ele se inspirou na série Buffy the Vampire Slayer, dizendo que essa temporada seria mais "sobre nós e nossas decisões e nossas vidas, e como nós vivemos com os outros e como nós morremos uns pelos outros". A representação da natureza humana na quarta temporada levou a uma sequência que muitos consideraram ser uma analogia ao Holocausto. Jane Espenson comentou que, como uma série, Torchwood estava disposta a ir a lugares horríveis. Ela notou que na história de "Miracle Day", os roteiristas "não queriam se afastar do que a humanidade pode fazer".

### Direção

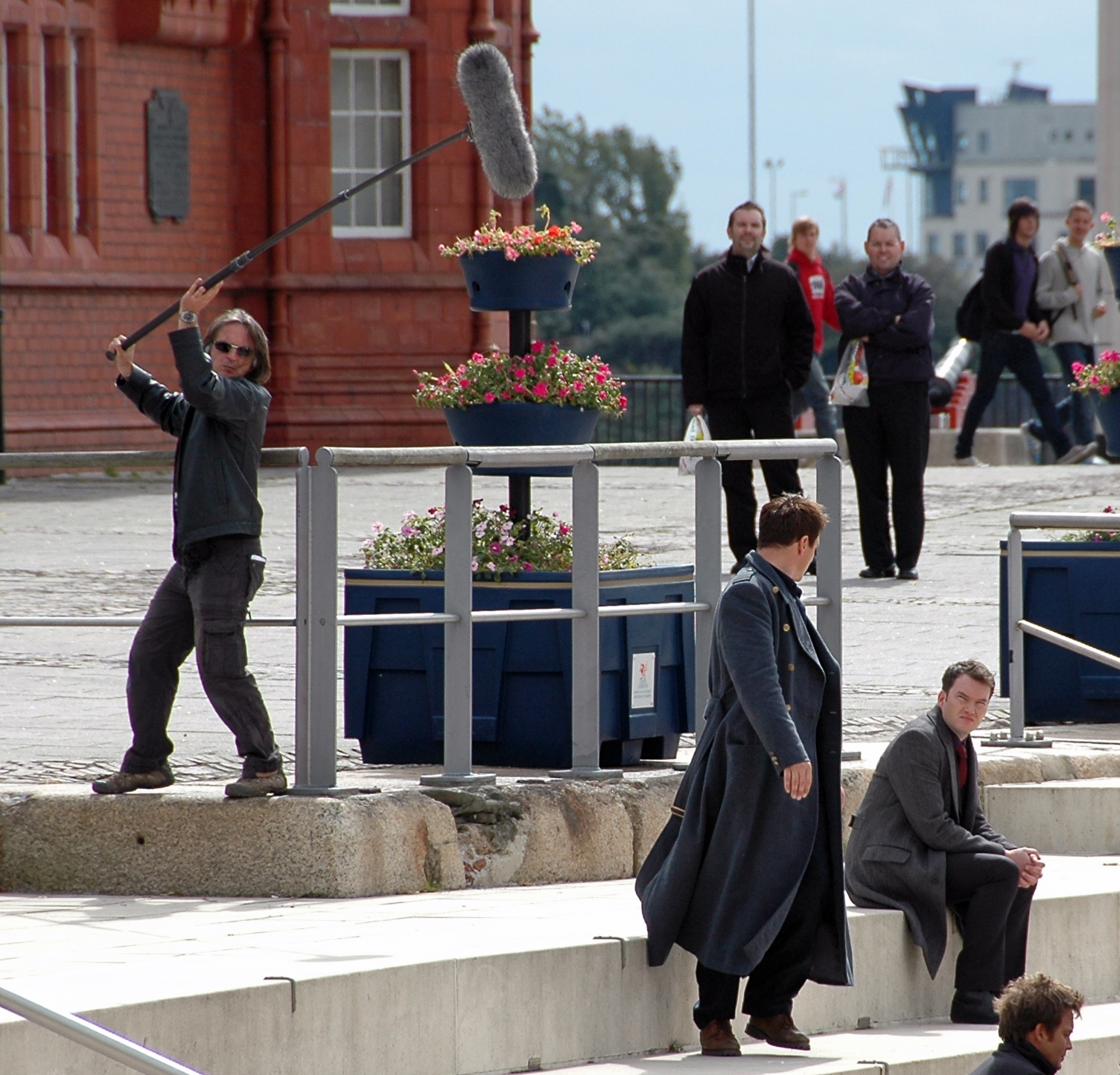
Filmagens de Torchwood em Cardiff, País de Gales

O primeiro bloco da segunda temporada, que consiste em episódios escritos por Raynor e Tregenna, foi dirigido por Andy Goddard. Colin Teague dirigiu o segundo bloco, que consiste no segundo episódio, de Moran, e no quarto episódio, de Tregenna. Ashley Way dirigiu o terceiro bloco, que consiste no primeiro episódio da temporada, escrito por Chibnall, e no sexto episódio, escrito por J. C. Wilsher. Euros Lyn dirigiu todos os cinco episódios da terceira temporada.
Em junho de 2010, um relatório da BBC Wales confirmou que a quarta temporada teria dez episódios. As filmagens iniciaram em janeiro de 2011. Ao contrário da temporada anterior, os diretores da quarta temporada não se dividiram em blocos, mas em episódios específicos. Os diretores dessa temporada foram Bharat Nalluri, Billy Gierhart, Guy Ferland e Gwyneth Horder-Payton.

### Equipe
Richard Stokes produziu as duas primeiras temporadas da série. Originalmente, James Hawes foi escalado como produtor, mas posteriormente ele retirou-se do projeto. A terceira temporada foi produzida por Peter Bennett. A quarta temporada foi produzida por Kelly A. Manners, com a filmagem britânica produzida por Brian Minchin. A última temporada contou com o designer de produção de Doctor Who, Edward Thomas. A música para a série foi composta por Ben Foster e pelo compositor de Doctor Who, Murray Gold, com o compositor Stu Kennedy contribuindo para a quarta temporada.

### Abertura

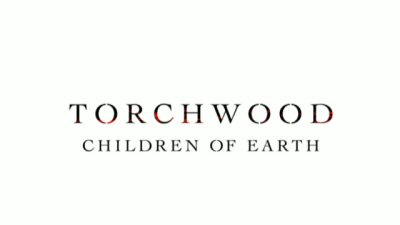
Título da terceira temporada, intitulada Children of Earth

A abertura das duas primeiras temporadas é composta por um monólogo narrado por John Barrowman como o personagem Jack Harkness, descrevendo a premissa da série. A música tema da série toca junto ao monólogo e depois, durante o intertítulo. A música foi escrita pelo compositor Murray Gold.
A abertura foi refeita especialmente para o quinto episódio da segunda temporada, "Adam", adicionando o personagem que dá nome ao título nas cenas. Essa escolha reflete a história do personagem Adam psiquicamente se inserindo nas memórias dos personagens principais como se ele fosse um membro antigo da equipe.
Para a terceira temporada, uma recapitulação do último episódio foi transmitida no começo, seguida pelo título. A música tema não foi adicionada à recapitulação, apenas aparecendo nos créditos finais.
Uma nova música e abertura foi introduzida na quarta temporada, apesar de resquícios da música anterior poderem ser escutados em diversas cenas. Apesar de cada episódio dessa temporada ser publicado com um título individual, o título "Torchwood: Miracle Day" é o único que aparece após a cena de abertura.

## Premissa

Logo do Instituto Torchwood

A série é ambientada em Cardiff, no País de Gales, e segue uma agência secreta chamada Torchwood, que investiga incidentes extraterrestres na Terra e vasculha tecnologia alienígena para seu próprio uso. Essa agência, liderada por Jack Harkness, é uma organização pequena e independente, mas começou como um ramo em Cardiff do extinto Instituto Torchwood, cuja origem remete à Era Vitoriana no Reino Unido — história contada no episódio "Tooth and Claw", da 2ª temporada da série Doctor Who, e durante a 2ª temporada de Torchwood. Como explica o monólogo de abertura, a organização é separada do governo, da polícia e sobressai às Nações Unidas. A percepção pública a enxerga apenas como um grupo de força especial. Os eventos da 1ª temporada acontecem após o fim da 2ª temporada de Doctor Who, onde vemos a destruição do quartel-general do Instituto Torchwood de Londres. 
Na 3ª temporada, quando Torchwood assume o formato de minissérie, vemos o quartel-general de Cardiff ser destruído e a equipe passa a operar temporariamente como fugitivos em Londres, com a organização sendo rompida ao decorrer da temporada. A 4ª temporada começa com a equipe completamente dissolvida. Jack deixou a Terra após os eventos da 3ª temporada, e Gwen, agora grávida, se aposentou para passar tempo com sua família. O grupo é então reformado não-oficialmente, agora operando principalmente nos Estados Unidos, acompanhado por dois agentes  fugitivos da CIA que foram acusados de traição.

## Elenco
| John Barrowman     | Jack Harkness   | Principal       | Principal       | Principal       | Principal       |
| Eve Myles          | Gwen Cooper     | Principal       | Principal       | Principal       | Principal       |
| Burn Gorman        | Owen Harper     | Principal       | Principal       | Does not appear | Does not appear |
| Naoko Mori         | Toshiko Sato    | Principal       | Principal       | Does not appear | Does not appear |
| Indira Varma       | Suzie Costello  | Participação    | Does not appear | Does not appear | Does not appear |
| Gareth David-Lloyd | Ianto Jones     | Principal       | Principal       | Principal       | Does not appear |
| Freema Agyeman     | Martha Jones    | Does not appear | Participação    | Does not appear | Does not appear |
| Kai Owen           | Rhys Williams   | Recorrente      | Recorrente      | Principal       | Principal       |
| Mekhi Phifer       | Rex Matheson    | Does not appear | Does not appear | Does not appear | Principal       |
| Alexa Havins       | Esther Drummond | Does not appear | Does not appear | Does not appear | Principal       |
| Bill Pullman       | Oswald Danes    | Does not appear | Does not appear | Does not appear | Principal       |
| Tom Price          | Andy Davidson   | Recorrente      | Recorrente      | Recorrente      | Recorrente      |

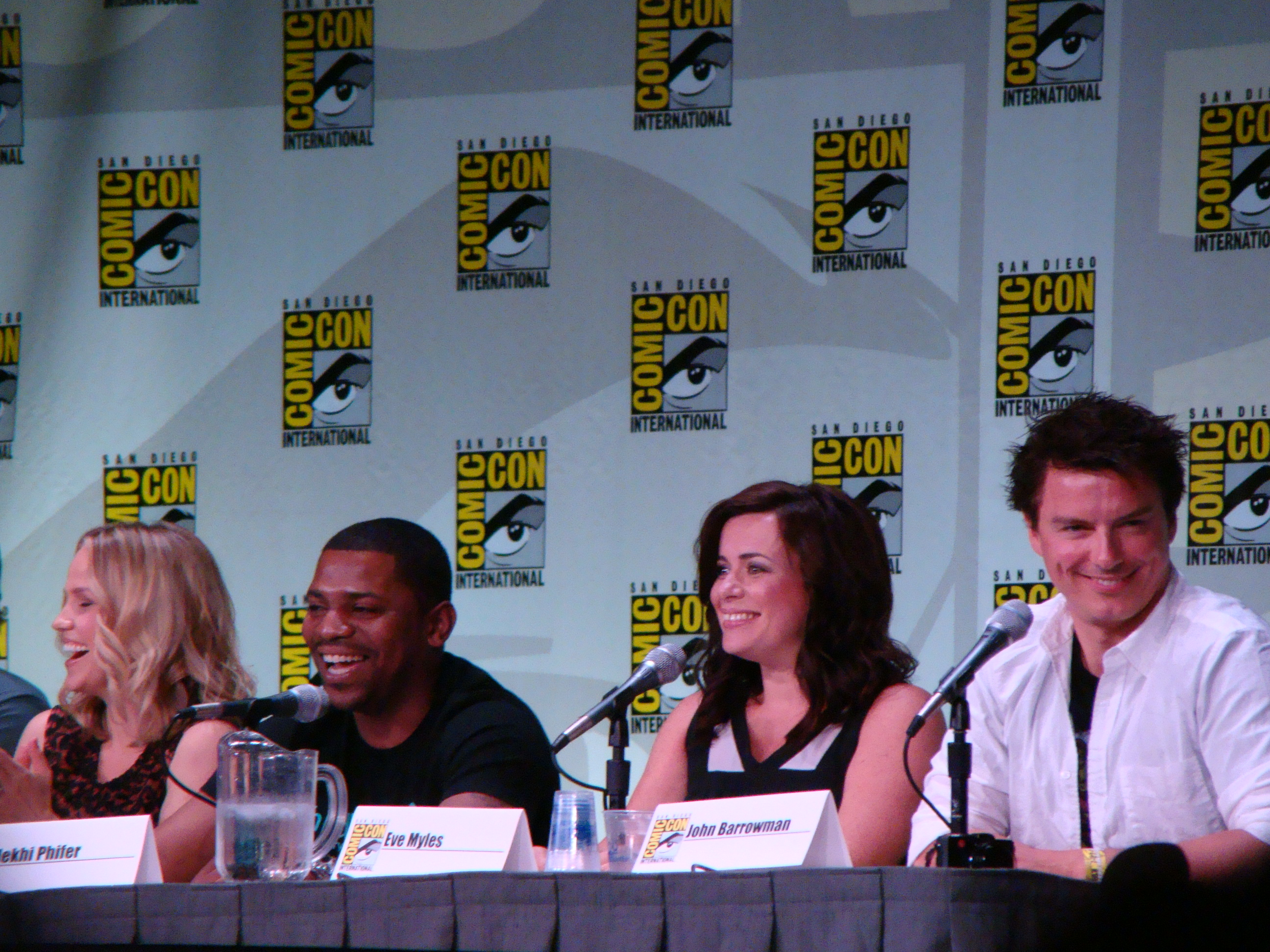
Elenco da quarta temporada na Comic-Con International de 2011. Da esquerda para a direita: Alexa Havins, Mekhi Phifer, Eve Myles e John Barrowman

Diferentemente de Doctor Who, Torchwood é centrada numa equipe ao invés de apenas um personagem principal. A série inicialmente retrata uma pequena equipe de caçadores de alienígenas conhecida como Torchwood Three, com base em Cardiff. A equié é composta de cinco agentes liderados pelo Capitão Jack Harkness (John Barrowman), antes um Agente do Tempo, com capacidade de viajar no tempo, e vigarista do futuro distante que agora vive na Terra como imortal desde o século XIX. Gwen Cooper (Eve Myles), a protagonista feminina, junta-se à equipe no primeiro episódio; originalmente ela era apenas uma personagem que expressava os questionamento e confusões do público, porém se tornou mais desenvolvida e complexa ao longo da série. O elenco original também conta com o oficial médico Owen Harper (Burn Gorman), a especialista em computadores Toshiko Sato (Naoko Mori), e o "faz-tudo" da equipe Ianto Jones (Gareth David-Lloyd). Toshiko e Owen são mortos no final da segunda temporada, e Ianto na terceira. Os personagens recorrentes são Rhys Williams (Kai Owen), namorado e posteriormente esposo de Gwen; e Andy Davidson (Tom Price), antigo parceiro policial de Gwen. Rhys é promovido ao elenco principal no começo da terceira temporada; inicialmente seu personagem desconhece as atividades de Gwen com a Torchwood, mas eventualmente se torna um aliado da equipe. Andy aparece em todas as quatro temporadas.
Na época de estreia da série, os materiais indicavam Suzie Costello (Indira Varma) como membra regular do elenco, dando a entender que ela apareceria ao longo da temporada. No entanto, Suzie foi morta no fim do primeiro episódio, com Gwen tomando seu lugar na equipe. Suzie reaparece na série como antagonista. Nas duas primeiras temporadas, Paul Kasey aparece regularmente como diversos vilões, como os Weevils e Blowfishes. Outra personagem recorrente é Martha Jones (Freema Agyeman) — assim como Jack, uma antiga viajante do tempo, e agora oficial médica da UNIT, organização militar de investigação alienígena — que aparece em três episódios da segunda temporada. Além disso, James Marsters aparece como o Capitão John Hart, antigo amante e colega de Jack.
 

A terceira temporada apresenta uma grande quantidade de personagens secundários para seus cinco episódios, como o Primeiro-Ministro Brian Green (Nicholas Farrell), o Secretário Permanente John Frobisher (Peter Capaldi) e suas assistentes pessoais Bridget Spears (Susan Brown) e Lois Habiba (Cush Jumbo), essa última sendo escalada após Freema Agyeman estar indisponível para voltar como Martha Jones. Para a quarta temporada, o elenco é expandido para oito personagens. Barrowman, Myles e Own retornam. Os agentes da CIA que se juntam à equipe de Torchwood são Rex Matheson (Mekhi Phifer) e Esther Drummond (Alexa Havins), além da cirurgiã Vera Juarez (Arlene Tur). O assassino Oswald Danes é interpretado por Bill Pullman, estrela do cinema americano.